# Glyn Houston
Glyn Houston (Clydach Vale, 1925. október 23. – 2019. június 30.) walesi színész.

## Fontosabb filmjei
- Trio (1950, a The Verger című részben)
- Wide Boy (1952)
- Girdle of Gold (1952)
- The Great Game (1953)
- Kegyetlen tenger (The Cruel Sea) (1953)
- Turn the Key Softly (1953)
- Stryker of the Yard (1953)
- Hell Below Zero (1954)
- River Beat (1954)
- The Sleeping Tiger (1954)
- The Sea Shall Not Have Them (1954)
- The Happiness of Three Women (1954)
- Passage Home (1955)
- A hosszú kéz (The Long Arm) (1956)
- High Flight (1957)
- Jet Storm (1959)
- The Battle of the Sexes (1960)
- There Was a Crooked Man (1960)
- Matróz a rakétában (The Bulldog Breed) (1961)
- Payroll (1961)
- A változás szele (The Wind of Change) (1961)
- A zöld sisak(The Green Helmet) (1961)
- Láng az utcákon (Flame in the Streets) (1961)
- Deadline Midnight (1961, tv-sorozat, 17 epizódban)
- Emergency (1962)
- Tekints embernek! (Mix Me a Person) (1962)
- Solo for Sparrow (1962)
- Ne hagyd magad, Pitkin! (A Stitch in Time) (1963)
- Panic (1963)
- Gideon’s Way (1964–1965, tv-sorozat, két epizódban)
- One Way Pendulum (1965)
- The Secret of Blood Island (1965)
- The Brigand of Kandahar (1965)
- Invasion (1965)
- Az Angyal kalandjai (The Saint) (1966, tv-sorozat, egy epizódban)
- A fekete bikinis lány (Girl in a Black Bikini) (1967, tv-sorozat, hat epizódban)
- Headline Hunters (1968)
- Ki vagy, doki? (Doctor Who) (1976–1984, tv-sorozat, négy epizódban)
- Are You Being Served? (1977)
- A Horseman Riding By (1978, tv-sorozat, 12 epizódban)
- Családi ügy (Breakaway) (1980, tv-sorozat, hat epizódban)
- Tengeri farkasok (The Sea Wolves) (1980)
- Keep It in the Family (1980–1983, tv-sorozat, 27 epizódban)
- If You Go Down in the Woods Today (1981)
- Conspiracy (1989)
- Utolsó napok (Thatcher: The Final Days) (1991, tv-film)
- Old Scores (1991)
- The Mystery of Edwin Drood (1993)